# 카이저 빌헬름 협회

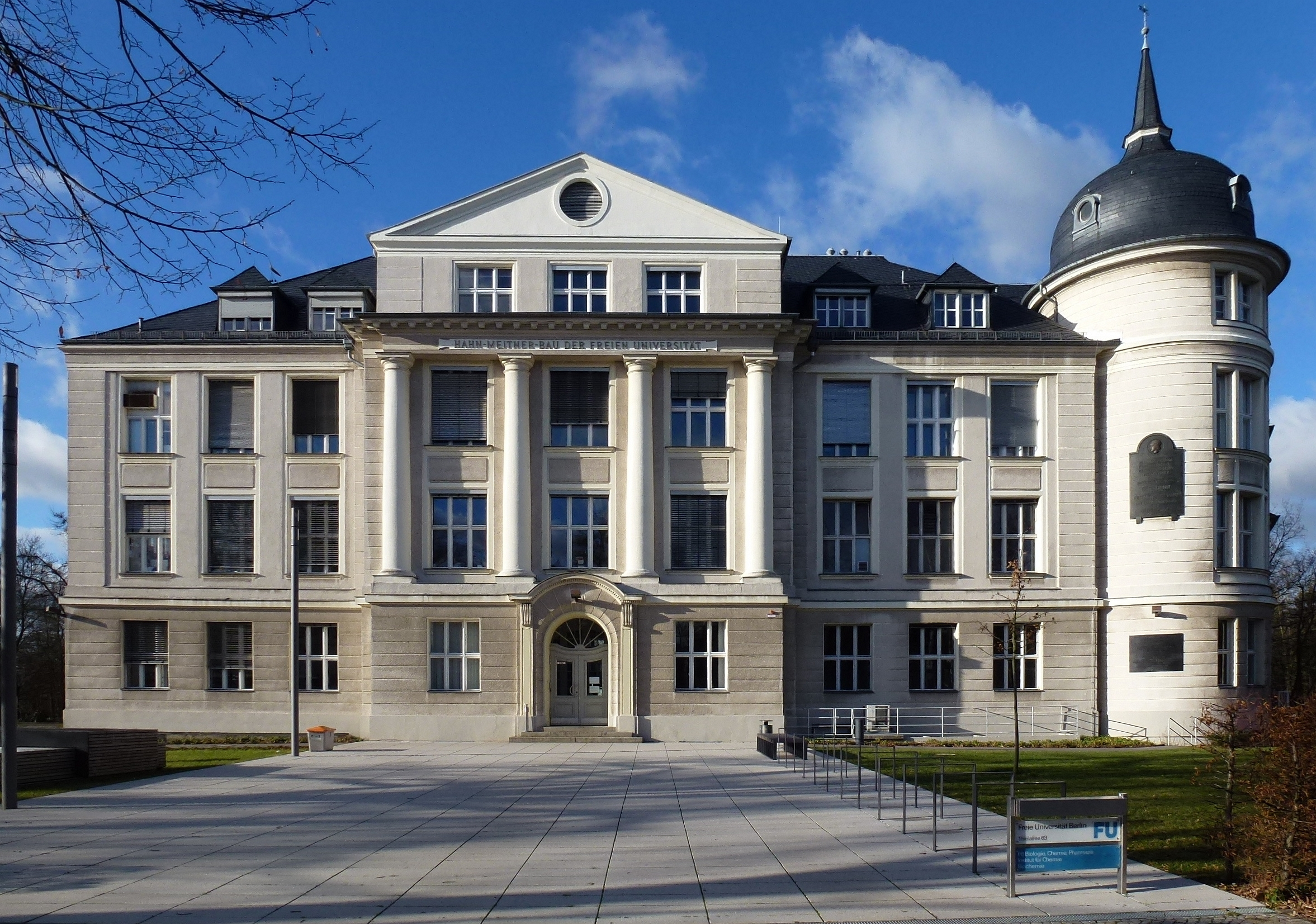
베를린 소재의 과거 빌헬름 카이저 화학 연구소 건물 핵분열 이 처음 발견된 곳이다.

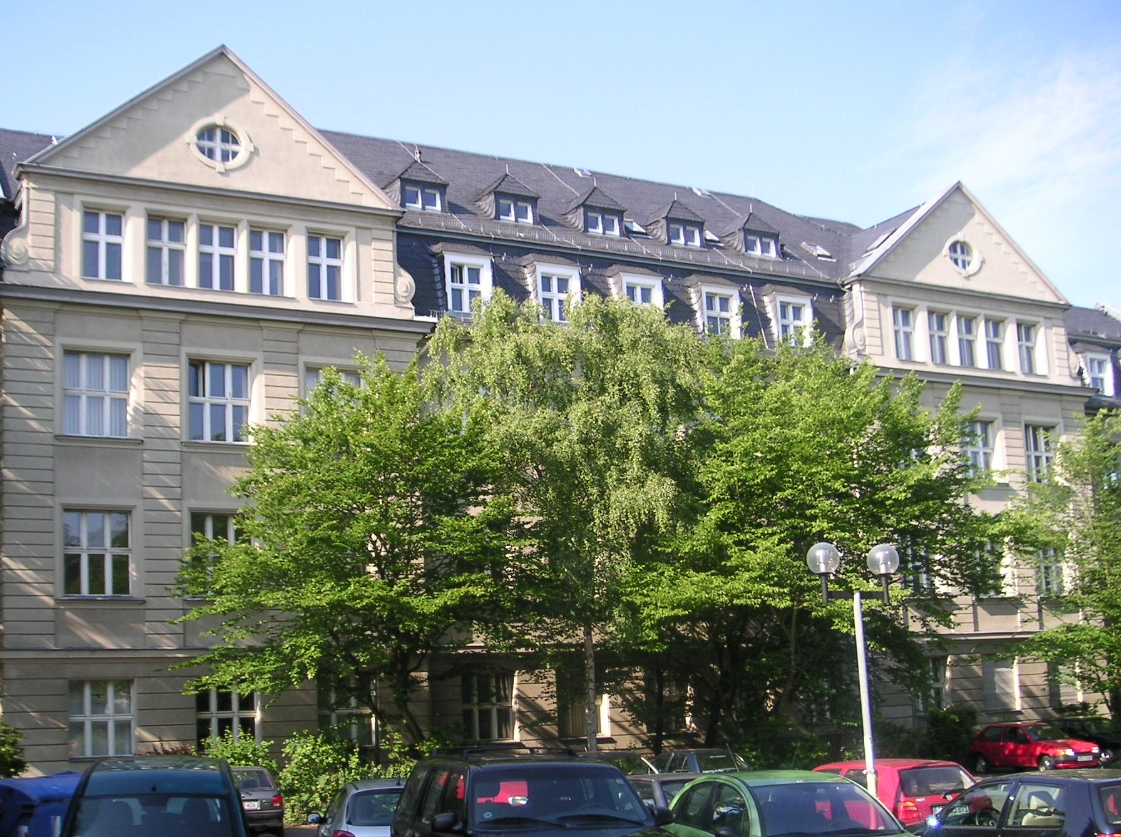
베를린 소재 과거 빌헬름 카이저 생물학 연구소 건물

오토 한 바우 연구소(막스 플랑크 화학, 생물 연구소)의 전신인 카이저 빌헬름 협회(독일 카이저 빌헬름 게젤샤프트 주르 Förderung 델 Wissenschaften)는 과학 진흥을 위하여 1911년 독일 Kaiserreich에 설립 된 독일의 과학 기관이었다. 제3제국 기간 동안, 나치의 과학적인 조작에 관여하였다. 제2차 세계 대전을 겪은 후 그 기능은 막스 플랑크 협회에 의해 장악되어있다. 카이저 빌헬름 협회의 권한으로 생성된 많은 연구 기관, 시험 기관, 연구 단위의 총괄 조직이었다.

## 조직

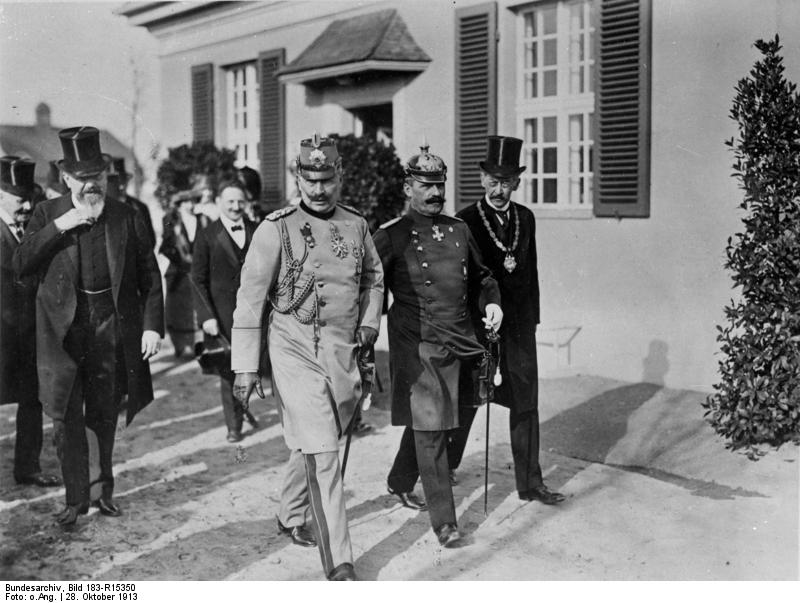
Opening of the Kaiser-Wilhelm-Institut in Berlin-Dahlem, 1913. 오른쪽 부터: Adolf von Harnack, Friedrich von Ilberg, Kaiser Wilhelm II, Carl Neuberg, August von Trott zu Solz

카이저 빌헬름 게젤샤프트(KW )가 창설한 국가와 그 정부의 연구 기관이 공식적으로 독립을 유지함으로써, 독일 자연 과학 진흥을 위해 191년에 설립되었다. 기관은 발터 보데, 피터 데비, 알버트 아인슈타인, 프리츠 하버, 그리고 오토 한 등 유명 인사들이 포함되어 저명한 임원의 지도하에 있었다. 이사회는 또한 지침을 제공하였다.
자금은 조직 내부 와 독일 의 외부 소스에서 입수했다. 내부적으로는 돈 뿐만 아니라 Notgemeinschaft 델 Deutschen Wissenschaft (독일 과학 의 긴급 협회 )를 통해 개인, 산업계 및 정부에서 조달했다.
독일 밖에서는 록펠러 재단이 그들이 선택한 연구소를 다니는 전 세계 학생들에게 1년 간의 연구 장학금을 부여하였다. 국가 행정의 공식 독립성을 가지는 독일의 대학과는 대조적으로 카이저 빌헬름 게젤샤프트 기관은 학생을 가르칠 의무가 없다.
카이저 빌헬름 연구소와 연구 시설은 제1차 세계 대전과 제2차 세계 대전에서 모두 무기의 연구·실험·생산에 참여하였다.

## 제2차 세계 대전 이후
제2차 세계 대전이 끝날 무렵, KWG 기관은 베를린 있는 주 연구 위치를 잃게 되었고, 다른 곳에서 운영되었다. KWG는 괴팅겐에서 유체역학 실험 시설을 운영하였다. 알버트 호글러, KWG 의 사장은 1945년 4월 14일에 자살했다. 막스 플랑크기 마그데 부르크에서 영국이 점거한 연합 독일 점령지역에 속해 있던 괴팅겐으로 올 수있을 때까지 에른스트 테슬로우가 임무를 맡았다. 새 협회장이 선출 될 동안 막스 플랑크는 5월 16일까지 임무를 맡았다. 오토 한이 협회장이 되도록 이사가 선택 했지만 극복해야 할 많은 어려움이 있었다. 원자력 연구에 관련있는 그는 operation Alsos의 연합군에 의해 포획되어 있었고, 선출되었을 때까지도 작업 엡실론 산하의, 영국 farm hall에서 억류되었다. 한은 처음에는 포스트를 받아들이는 것을 꺼려 했다. 그러나 다른 사람들은 그것을 받아들이도록 하였다. 한은 독일에 돌아온 후 3개월간 협회장을 맡았다. 그러나 군사 정부 사무실, 미국(OMGUS)은 1946년 7월 11일에 KWG를 해체하는 결의안을 통과시켰다.
한편 영국 점령군의 일원, 특히 OMGUS 연구소에 속해 있던 사람들은 협회를 우호적인 시각으로 보았고 미국인들이 그러한 조치를 취하지 않도록 설득하였다. 물리학자 하워드 퍼시 로버트슨은 영국 영역 과학 부문 이사였다. 그는 괴팅겐 게오르크 아우구스트 대학교, 뮌헨 루드비히 - 막시밀리안 대학에서 공부하고 1920년대에 미국 연구위원회 장학금을 받았다. 또한 대령 바 티 블랑 은 영국의 연구 지부 직원이고 그는 발터 보르셰 아래에서 괴팅겐에서 박사 학위를 받았다. 특히 바 티는 오토 한에게 왕립 학회의 사장이었던 경 헨리 할렛 데일에게 편지를 쓸 것을 제안했다. 영국에 머무는 동안 바 티에도 데일과 얘기를 하며 해결책을 제안하였다. 데일은 오직 이름만이 제국주의적 색채를 띌 뿐이라며 막스 플랑크 연구소 이름을 바꿀 것을 제안하였다. 1946년 9월 11일에 막스 플랑크 연구기구가 영국 점령구에만 설립되었다. 두번째 설립은 1948년 2월 26일 미국 및 영국 점령 지역에서 동시에 행해졌다. 물리학자 막스 폰 라우에와 발터 겔라크는 연합군 점령 지역에 협회를 세우는데 일조하였다.

## 역대 협회장
- 아돌프 본 하르낙 (1911–1930)
- 막스 플랑크 (1930–1937)
- 카를 보슈 (1937–1940)
- 알버트 보글러 (1941–1945)
- 막스 플랑크 (1945년 5월 16일 - 1946년 3월 31일)
- 오토 한 (1946년 4월 1일 - 1946년 9월 10일 (영국 점령 지역 내에서))

## 자서전
- Hans-Walter Schmuhl: Grenzüberschreitungen. Das Kaiser-Wilhelm-Institut für Anthropologie, Menschliche Erblehre und Eugenik 1927–1945. Reihe: Geschichte der Kaiser-Wilhelm-Gesellschaft im Nationalsozialismus, 9. Wallstein, Göttingen 2005, ISBN 3-89244-799-3
- Hentschel, Klaus (ed.) (1996). 《Physics and National Socialism: An Anthology of Primary Sources》. Basel, Boston: Birkhäuser Verlag. ISBN 0-8176-5312-0.
- Macrakis, Kristie (1993). 《Surviving the swastika: Scientific research in Nazi Germany》. New York: Oxford Univ. Press. ISBN 0-19-507010-0.